# Gare de Serskamp
La gare de Serskamp est une gare ferroviaire belge de la ligne 50, de Bruxelles-Nord à Gand-Saint-Pierre, située à Serskamp sur le territoire de la commune de Wichelen, à proximité de Wanzele, dans la province de Flandre-Orientale en région flamande.
L'arrêt est mis en service en 1895 par l'administration des chemins de fer de l'État belge. C'est un point d'arrêt sans personnel de la Société nationale des chemins de fer belges (SNCB) desservi par des trains InterCity (IC) et Heure de pointe (P).

## Situation ferroviaire
Établie à 14 m d'altitude, l'arrêt de Serskamp est située au point kilométrique (PK) 37,022 de la ligne 50, de Bruxelles-Nord à Gand-Saint-Pierre, entre les gares de Lede et de Schellebelle.

## Histoire
L'arrêt dénommé « Cherscamp » a été mis en service le 1er septembre 1895, entre Lede et Schellebelle, par l'administration des chemins de fer de l'État belge. En 1901, une halte provisoire est établie pour gérer les trains utilisés pour le transport des matériaux dus aux travaux sur les installations de la gare d'Alost.
Pendant la Première Guerre mondiale, l'arrêt est fermé en 1915 et rouvert après la fin du conflit le 1er mai 1920.
Son nom est officiellement modifié en « Serskamp » le 1er février 1938.

## Service des voyageurs

### Accueil
Halte SNCB, c'est un point d'arrêt non géré (PANG) à accès libre. 
La traversée des voies et le passage d'un quai à l'autre s'effectuent par le passage à niveau routier.

### Desserte
Serskamp est desservie par des trains InterCity (IC) et Heure de pointe (P) de la SNCB, qui effectuent des missions sur la ligne commerciale 50 (Bruxelles - Gand) (voir brochure SNCB).
En semaine, Serskamp possède une desserte régulière cadencée à l’heure ainsi que quelques trains supplémentaires (surtout le matin) :
- des trains IC-29 entre Gand-Saint-Pierre et Landen ;
- un unique train P de Gand-Saint-Pierre à Alost (le matin) ;
- un unique train P de Grammont à Gand-Saint-Pierre (le matin) ;
- deux trains P entre Gand-Saint-Pierre et Schaerbeek (le matin, retour l’après-midi).

Les week-ends et jours fériés, la desserte est restreinte à des trains IC-29 entre La Panne et Landen circulant toutes les heures dans chaque sens.

### Intermodalité
Un parc pour les vélos y est aménagé. Il n'y a pas de parking pour les véhicules, néanmoins le stationnement est possible sur les voies publiques.

## Comptage voyageurs
Ce graphique et tableau montre le nombre de voyageurs embarquant en moyenne durant la semaine, le samedi et le dimanche.
| Nombre de passagers qui embarquent à la gare de Serskamp | Nombre de passagers qui embarquent à la gare de Serskamp | Nombre de passagers qui embarquent à la gare de Serskamp | Nombre de passagers qui embarquent à la gare de Serskamp |
|                                                          | Semaine                                                  | Samedi                                                   | Dimanche                                                 |
| -------------------------------------------------------- | -------------------------------------------------------- | -------------------------------------------------------- | -------------------------------------------------------- |
| 1977                                                     | 509                                                      | 92                                                       | 82                                                       |
| 1978                                                     | 575                                                      | 99                                                       | 77                                                       |
| 1979                                                     | 514                                                      | 254                                                      | 48                                                       |
| 1980                                                     | 503                                                      | 129                                                      | 76                                                       |
| 1981                                                     | 578                                                      | 117                                                      | 69                                                       |
| 1982                                                     | 500                                                      | 98                                                       | 38                                                       |
| 1983                                                     | 544                                                      | 81                                                       | 48                                                       |
| 1984                                                     | 410                                                      | 69                                                       | 53                                                       |
| 1985                                                     | 392                                                      | 60                                                       | 39                                                       |
| 1986                                                     | 399                                                      | 62                                                       | 51                                                       |
| 1987                                                     | 343                                                      | 67                                                       | 60                                                       |
| 1988                                                     | 363                                                      | 59                                                       | 46                                                       |
| 1989                                                     | 323                                                      | 80                                                       | 56                                                       |
| 1990                                                     | 348                                                      | 79                                                       | 61                                                       |
| 1991                                                     | 357                                                      | 79                                                       | 68                                                       |
| 1992                                                     | 275                                                      | 68                                                       | 64                                                       |
| 1993                                                     | 283                                                      | 64                                                       | 67                                                       |
| 1994                                                     | 213                                                      | 54                                                       | 66                                                       |
| 1995                                                     | 191                                                      | 37                                                       | 27                                                       |
| 1996                                                     | 184                                                      | 54                                                       | 52                                                       |
| 1997                                                     | 199                                                      | 44                                                       | 47                                                       |
| 1998                                                     | 167                                                      | 48                                                       | 22                                                       |
| 1999                                                     | 154                                                      | 66                                                       | 28                                                       |
| 2000                                                     | 189                                                      | 37                                                       | 18                                                       |
| 2001                                                     | 147                                                      | 42                                                       | 28                                                       |
| 2002                                                     | 160                                                      | 41                                                       | 25                                                       |
| 2003                                                     | 166                                                      | 43                                                       | 28                                                       |
| 2004                                                     | 158                                                      | 42                                                       | 31                                                       |
| 2005                                                     | 165                                                      | 56                                                       | 57                                                       |
| 2006                                                     | 178                                                      | 48                                                       | 43                                                       |
| 2007                                                     | 192                                                      | 36                                                       | 40                                                       |
| 2008                                                     | -                                                        | -                                                        | -                                                        |
| 2009                                                     | 131                                                      | 28                                                       | 53                                                       |
| 2010                                                     | -                                                        | -                                                        | -                                                        |
| 2011                                                     | -                                                        | -                                                        | -                                                        |
| 2012                                                     | 114                                                      | 41                                                       | 36                                                       |
| 2013                                                     | 101                                                      | 24                                                       | 21                                                       |
| 2014                                                     | 112                                                      | 29                                                       | 45                                                       |
| 2015                                                     | 133                                                      | 63                                                       | 33                                                       |
| 2016                                                     | 107                                                      | 69                                                       | 23                                                       |
| 2017                                                     | 133                                                      | 31                                                       | 29                                                       |
| 2018                                                     | 197                                                      | 50                                                       | 45                                                       |
| 2019                                                     | 205                                                      | 53                                                       | 52                                                       |
| 2020                                                     | 108                                                      | 31                                                       | 23                                                       |
| 2021                                                     | -                                                        | -                                                        | -                                                        |
| 2022                                                     | 133                                                      | 59                                                       | 75                                                       |
| 2023                                                     | 242                                                      | 91                                                       | 76                                                       |
| 2024                                                     | 184                                                      | 42                                                       | 31                                                       |

## Galerie de photos

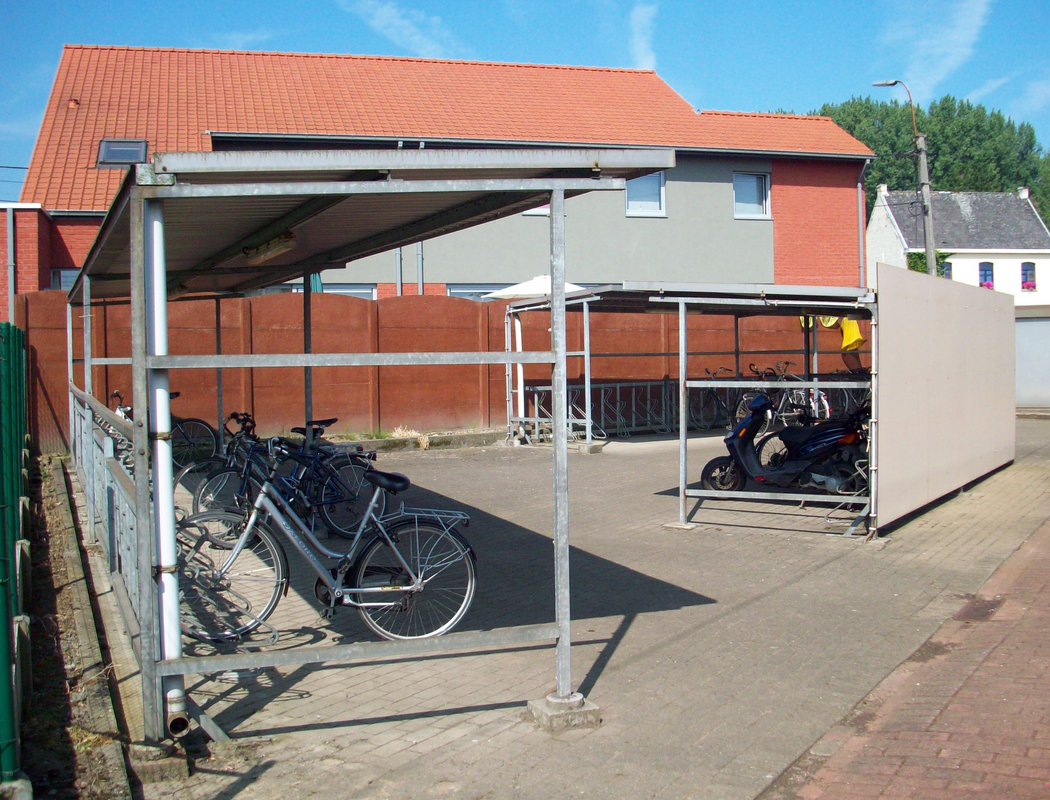
Abri à vélos.
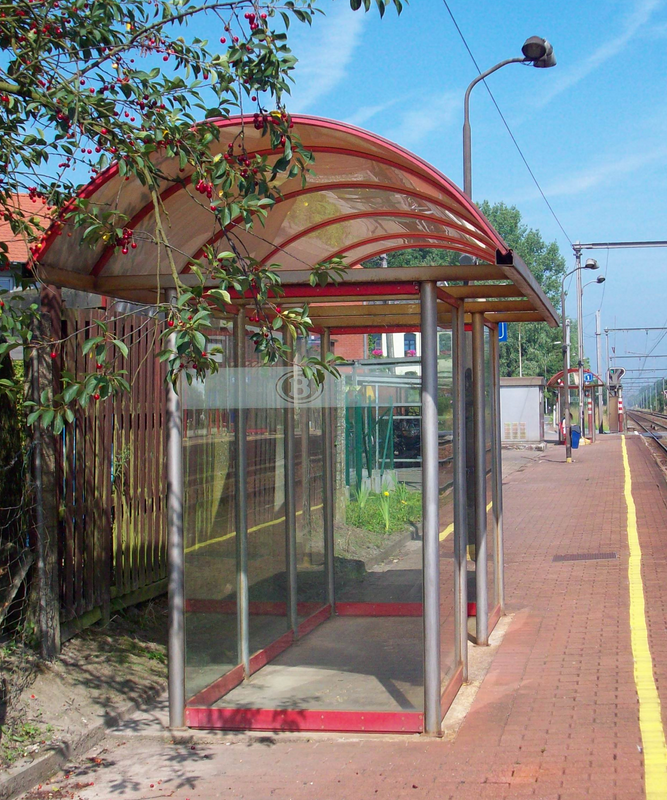
Abri de quai.
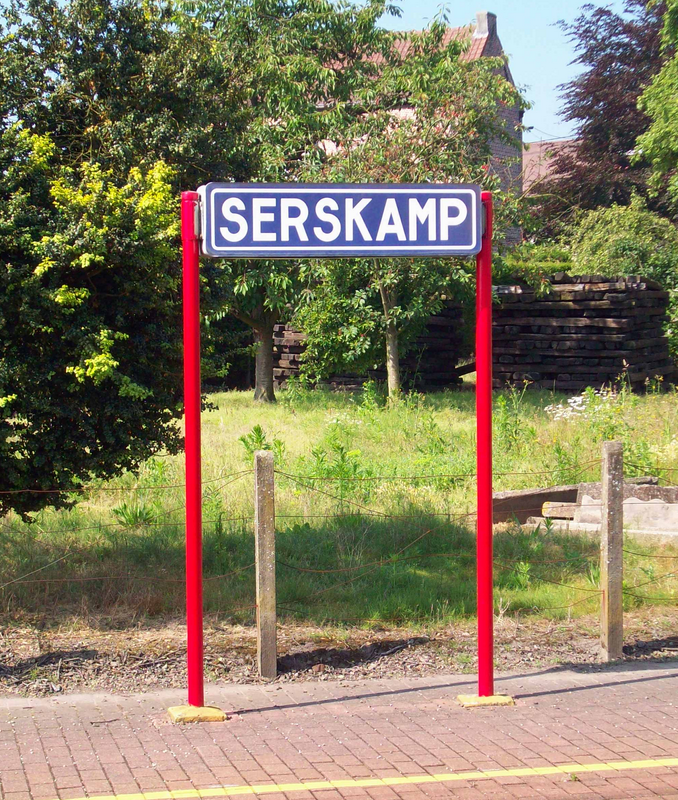
Panneau de quai.